# Robert Broom

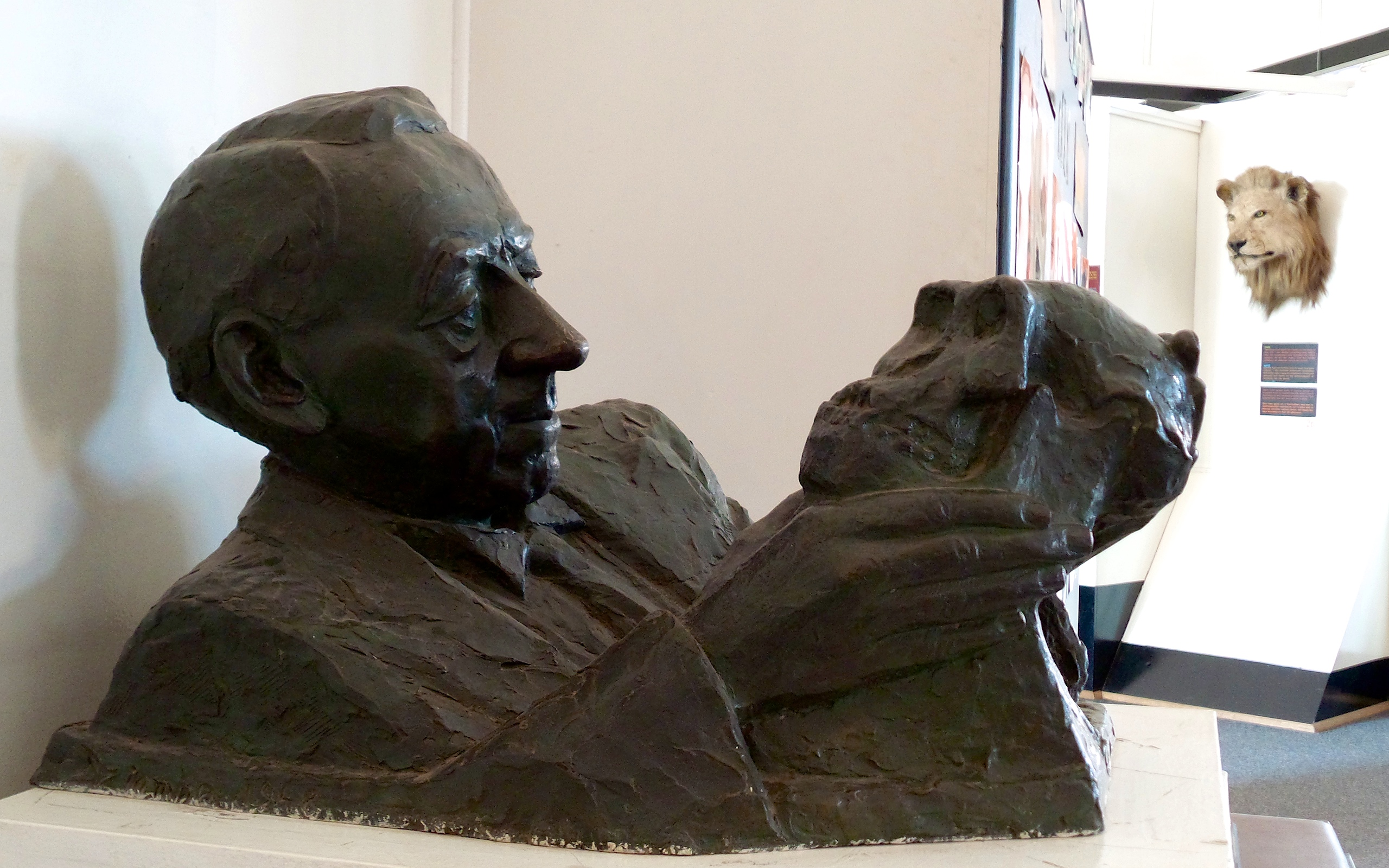
Beeld van Robert Broom met "mevrouw Ples"

Robert Broom (Paisley, 30 november 1866 - Pretoria, 6 april 1951) was een Schots-Zuid-Afrikaans paleontoloog en medicus. Als paleontoloog is hij vooral bekend van zijn publicaties over vroege mensachtigen en Therapsida.

## Loopbaan
Broom werd geboren in Schotland. Hij studeerde geneeskunde aan de University of Glasgow. Zijn specialisme was verloskunde.

### Australië
In 1892 kwam Broom in Australië. In 1895 beschreef hij Burramys parvus, een dwergbuidelmuis, op basis van een fossiele vondst in New South Wales. Zeventig jaar later werd voor het eerst een levend exemplaar van deze soort waargenomen.

### Westkaap en Karoo
Broom kwam in 1897 aan in de Westkaap. Van 1903 tot 1910 hij professor in de Geologie en Zoölogie aan de Universiteit van Stellenbosch. Vervolgens was Broom werkzaam bij het Iziko South African Museum in Kaapstad. Zijn veldwerk deed Broom met name in de Karoo. Tijdens zijn studies naar uitgestorven gewervelde diersoorten, met name uit de Therapsida, uit het Perm en Trias in de Karoo, was hij eveneens als arts werkzaam. Broom beschreef 369 holotypes van therapsiden, waaronder dat van Moschops, Lycaenops en Procynosuchus. Hij schatte zelf dat hij in totaal zo'n 550 tot 560 taxa benoemd had.

### Transvaal
Vanaf 1934 was Broom werkzaam voor het Transvaal Museum in Pretoria. Veldwerk deed hij in het gebied dat bekendstaat als Wieg van de mensheid met de locaties Sterkfontein, Kromdraai en Swartkrans. Samen met John Robinson ontdekte hij bij Sterkfontein een schedel van 2,5 miljoen jaar oud van een mensachtige. De schedel werd toegeschreven aan Plesianthropus transvaalensis en het kreeg de bijnaam "Mevrouw Ples". Inmiddels blijkt de schedel te behoren aan Australopithecus africanus en betreft het bovendien vermoedelijk een man.
- Catàleg d'autoritats de noms i títols de Catalunya: 981058508799906706
- CiNii: DA02621235
- Gemeinsame Normdatei: 116714034
- International Standard Name Identifier: 0000 0000 7818 5501
- Library of Congress Control Number: no99005899
- Nationale Bibliotheek van Tsjechië: ola2002153798
- Nationale bibliotheek van Australië: 35022517
- Nationale Bibliotheek van Israël: 987007259124405171
- Nederlandse Thesaurus van Auteursnamen: 070352038
- Réseau des bibliothèques de Suisse occidentale: 02-A003047034
- LIBRIS: 296145
- SNAC: w6n31vt7
- Système universitaire de documentation: 081672276
- Trove: 796562
- Virtual International Authority File: 40137076
- WorldCat: E39PBJk94HYMkt78jp94r7ppT3